# Iglesia de San José (Minsk)
La iglesia de San José, también conocido como el convento bernardino de Minsk (en bielorruso: Монастырь бернардинцев) es un edificio religioso que pertenece a la Iglesia católica y se localiza en Minsk, Bielorrusia

## Historia
El monasterio de los bernardinos fue fundado por Andej y Jan Kęsowski en 1624. La primera iglesia del monasterio era de madera y se construyó en los años 1630, pero en 1644 fue destruida por un incendio. En 1652 se construyó la nueva iglesia de piedra y se consagró a San José. Los incendios de 1656, 1740 y 1835 dañaron gravemente el monasterio, pero fue reconstruido en cada ocasión. La restauración más importante se realizó en 1752, cuando los edificios fueron rediseñados en estilo barroco.
A principios del siglo XIX, el monasterio ocupaba toda la manzana entre las calles Berdardinsky Menor y Mayor y las plazas Zybitskaya y de la Plaza de los Mercados Superiores. El conjunto incluía una iglesia con una residencia de monjes, una fraternidad, una escuela, un hospital, un establo y una cervecería, todo ello rodeado por una alta valla de piedra con varias puertas. En la década de 1860, el monasterio fue clausurado y confiscado a la iglesia como castigo por participar en el Levantamiento de Enero, usado desde 1872 como archivo. A principios del siglo XX, el tejado a dos aguas fue destruido. La última restauración se completó en 1983.
El edificio sirve como archivo de arte, literatura, documentación científica y técnica de Bielorrusia. El archivo contiene actualmente más de 200 mil objetos, entre ellos, los valiosos diseños de planificación urbana de Minsk de la posguerra. Todas las restauraciones modernas en Bielorrusia utilizan estos documentos de archivo como fuentes de referencia. Varios edificios del monasterio se utilizaron recientemente como oficinas militares y de la fiscalía. Durante más de cinco años, en 2010, los miembros de las comunidades cristianas de Estonia, Rusia, Ucrania, Lituania y Georgia intentaron que las autoridades devolvieran el edificio a la iglesia católica. Sin embargo, el gobierno abrió un hotel en el ala del monasterio.

## Arquitectura
El edificio fue diseñado en estilo barroco como una basílica de tres naves. La nave central, la más alta, está cubierta con un tejado a dos aguas con un ábside saliente de tres paredes. Las naves izquierda y derecha tienen forma de capillas cubiertas con bóvedas de crucería y tejados a dos aguas. La fachada occidental está decorada con expresivas pilastras, capiteles y volutas. Dos esculturas, que antes estaban en los nichos, se han perdido. El pórtico delantero está rematado con una enorme ventana triple.

## Galería

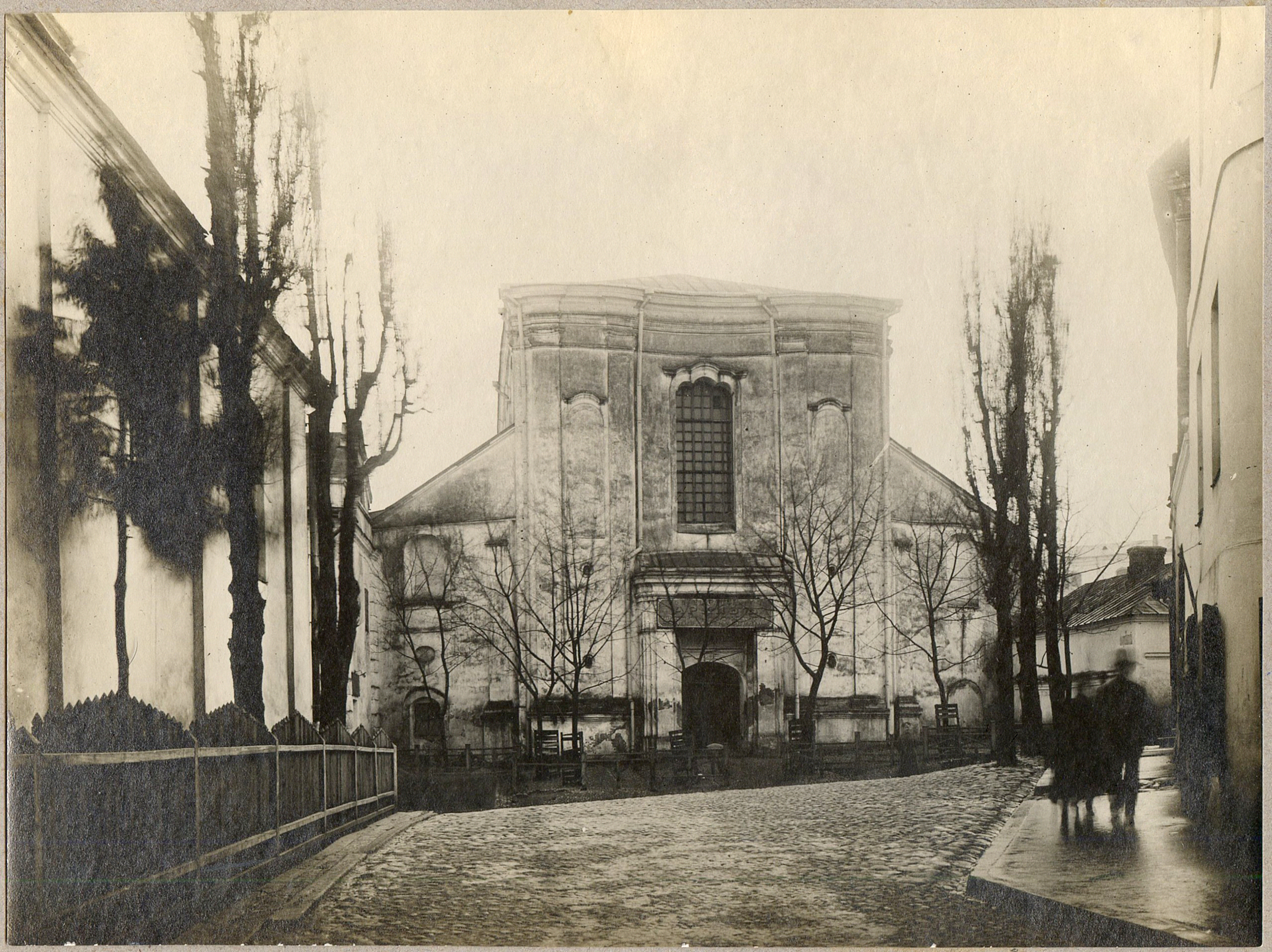
Iglesia en 1916
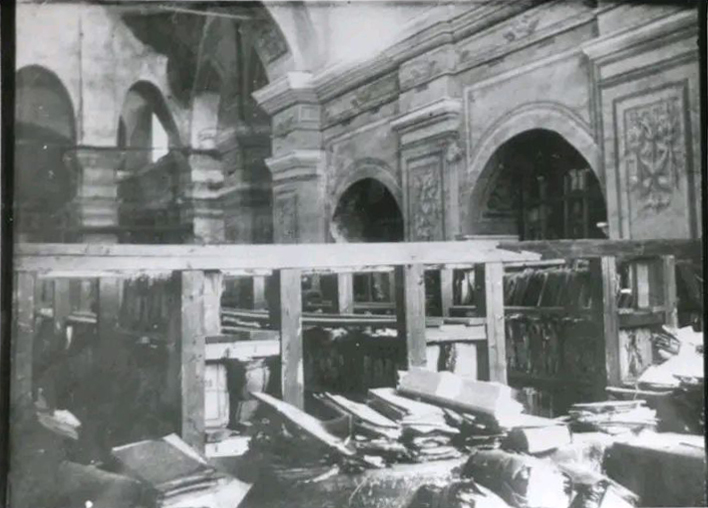
Interior antes de 1941
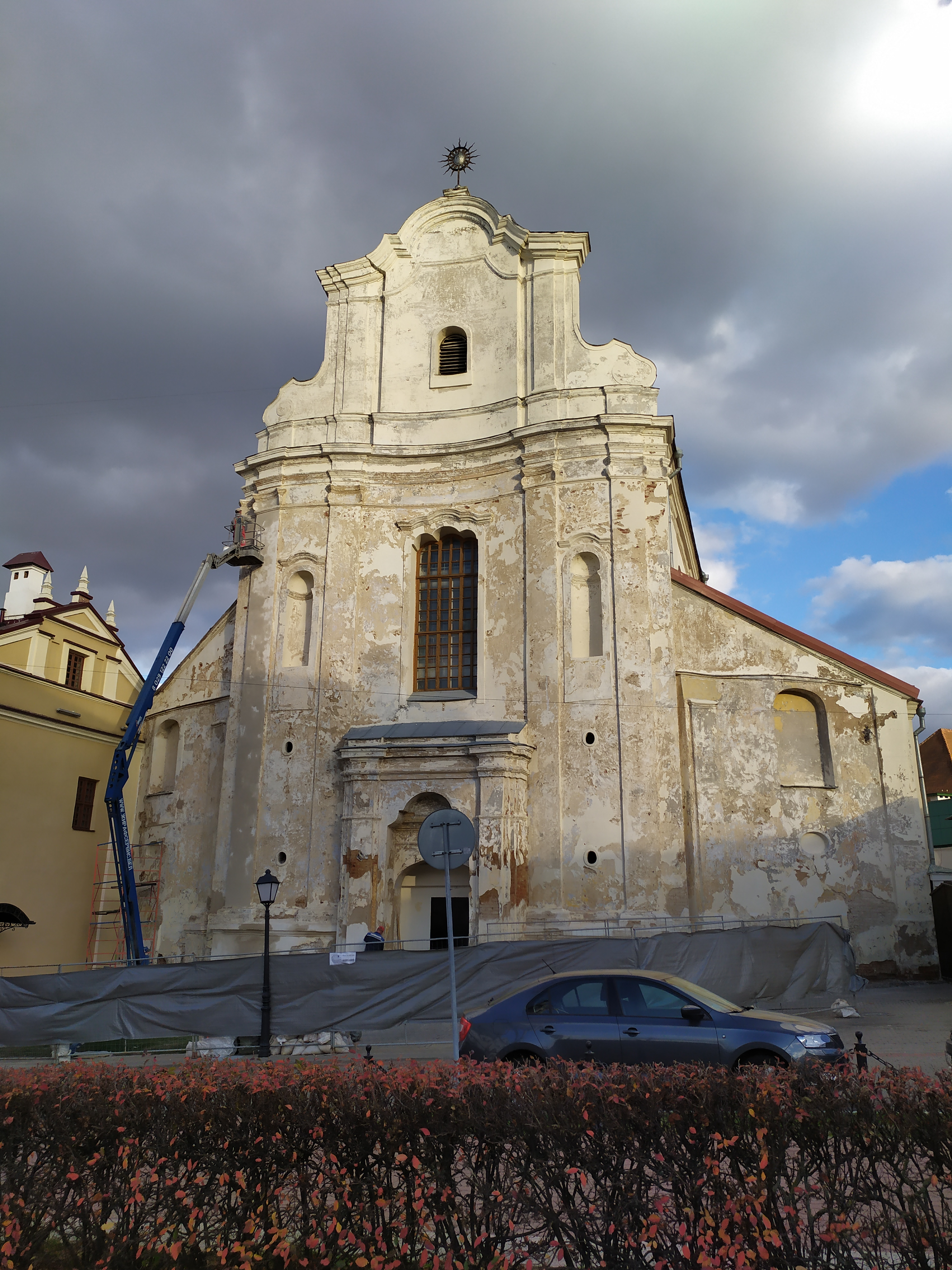
Fachada en 2022